# Pedro Faife
Pedro Adriani Faife Fernández (Zulueta, 14 gennaio 1984) è un ex calciatore cubano, di ruolo centrocampista.

## Carriera

### Club
Dopo aver giocato per 5 anni nel Villa Clara si trasferisce negli statunitensi ai Fort Lauderdale Strikers.

### Nazionale
Ha giocato più volte con la Nazionale cubana. L'11 ottobre 2008 abbandona la sua nazionale con il compagno Reynier Alcantara, fuggendo dal ritiro, e non presentandosi alla partita contro gli Stati Uniti, che vinceranno 6-1, per cercare fortuna all'estero.